# Lago di Plateliai
Il lago di Plateliai (in lituano Platelių ežeras, in lingua samogitica Plateliu ežers) è un lago della Lituania, il maggiore della regione di Samogizia. Situato interamente all'interno del parco nazionale di Samogizia, ne costituisce la principale attrazione.

## Descrizione

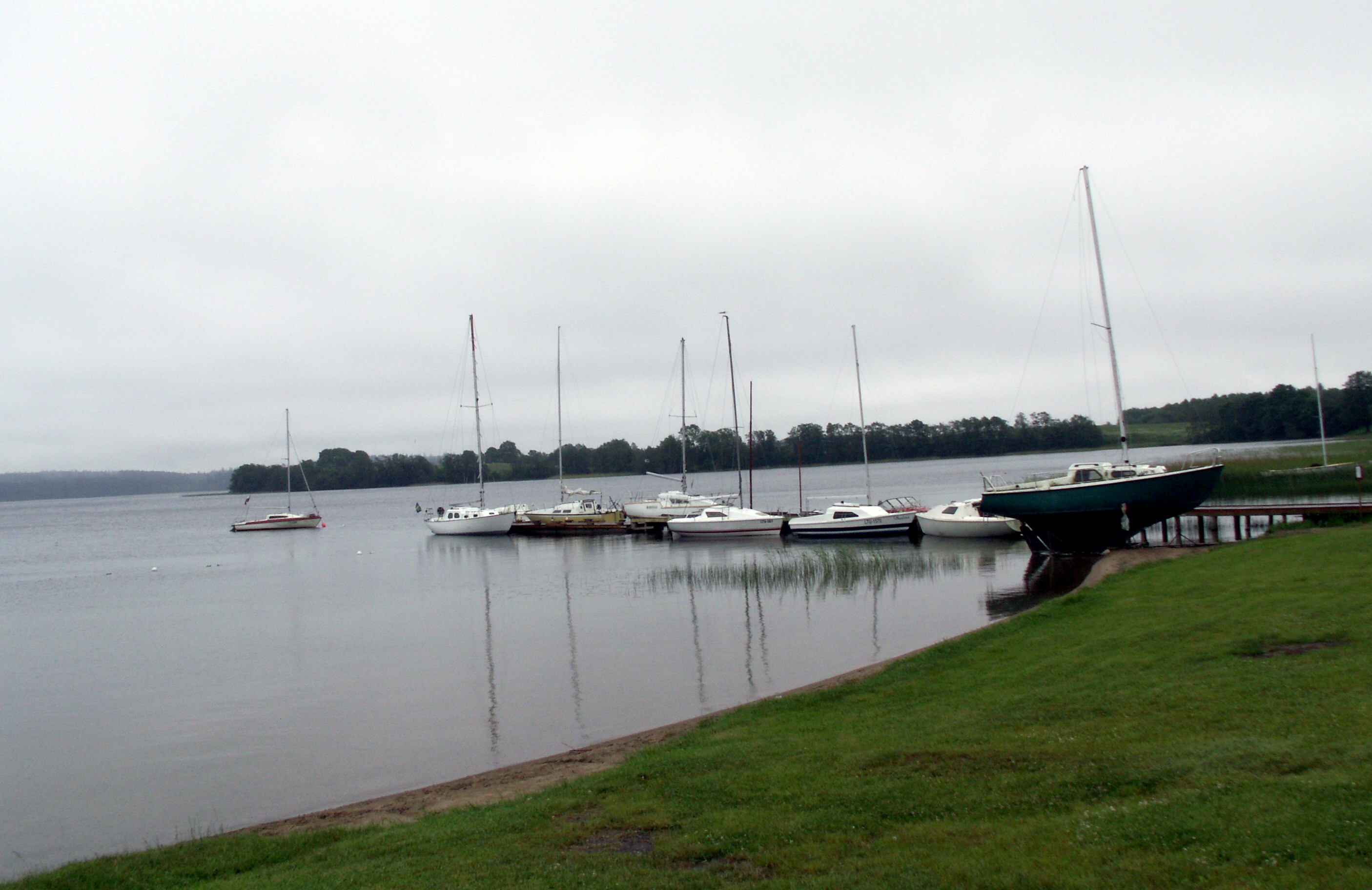
Barche ormeggiate sulla riva del lago.

Il lago di Plateliai si estende per 12 km² e raggiunge una profondità massima di 49 m.
La linea di costa è molto tortuosa, soprattutto sulla sponda meridionale, e ha morfologia varia. La sponda orientale è piuttosto bassa, con colline alte 20-30 m, e vi ha inizio l'altopiano boscoso di Plokštinė. Le coste settentrionali, nord-occidentali e sud-orientali sono ripide; quelle occidentali, meridionali e nord-orientali sono paludose.
Sette isole sorgono all'interno del lago per una superficie totale di 20,5 ettari.
Il rilievo del fondo del lago è molto vario, con una profondità media è di 10,5 m e una massima di 49 m. Il fondo del lago ha una temperatura costante durante tutto l'anno di circa 4 °C.
Il lago fa parte del sistema fluviale dei fiumi Nemunas-Minija; 17 piccoli ruscelli scorrono nel lago, mentre il Babrungas è l'unico emissario; quest'ultimo è un affluente del fiume Minija. Il vicino lago Beržoras è collegato tramite un canale.
Il lago di Plateliai ospita una varietà di pesci, tra cui è molto comune il coregone bianco. Tra i mammiferi vi sono la lontra, il castoro e il topo muschiato. Molto comuni sono anche gli uccelli acquatici, come l'anatra, il cigno, il fraticello e la strolaga.
Diversi insediamenti sorgono lungo le sponde del lago; sulla sponda occidentale del lago si trova il principale centro abitato di Plateliai. Altri villaggi sono Paežerė Rūdaičiai, Paplatelė, Plokščiai e Laumalenkai.

## Turismo
Il lago di Plateliai è interamente compreso nel parco nazionale di Samogizia, istituito nel 1991 a tutela degli ambienti lacustri e forestali della zona. Il parco attira numerosi turisti ogni anno e diversi hotel sorgono al suo interno, soprattutto lungo le sponde del lago.
Diversi eventi inoltre hanno luogo attorno al lago tra cui il festival di musica rock Roko naktys ("notti del rock") si svolge regolarmente dal 2002. Il lago inoltre ospita una maratona sulle distanze di 1,8 e 3,5 km.

## Storia

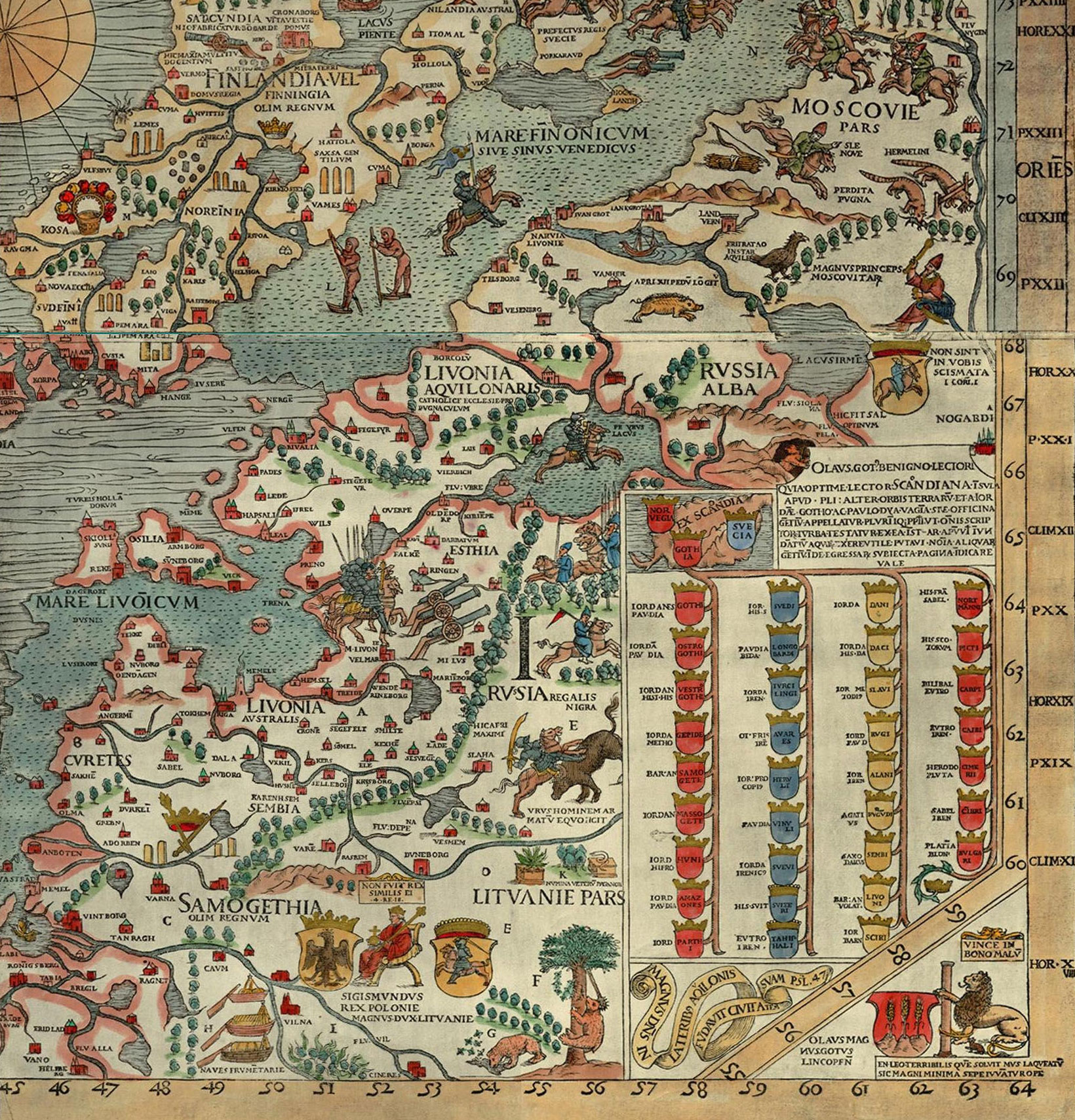
Un dettaglio della Carta marina (1539) sembra indicare la presenza di un castello su un'isola del lago di Plateliai.

Recentemente sul fondo del lago sono stati ritrovati diversi manufatti di origine artificiale; tra questi il più significativo è una grande pietra con incisioni di fattura umana trovata nel 2002, circondata da altre pietre più piccole. Tali ritrovamenti sembrano appartenere ad un luogo sacro di un culto pagano diffuso nella zona. Inoltre gli studiosi pensano che in passato il livello del lago fosse più basso e che molte più isole emergessero dalla superficie dell'acqua.
Sempre del 2002 è il ritrovamento sul fondo del lago di tre barche di legno lunghe circa 5,5 m risalenti al XV secolo, durante regno del granduca Vitoldo.
Inoltre, come testimoniato da alcune mappe medievali, si pensa che in antichità su una delle isole del lago sorgesse un castello. Alcuni resti archeologici sembrano indicare che questo fosse il castello della regina di Polonia Bona Sforza.
Durante la guerra fredda nei pressi del lago fu costruita la base missilistica di Plokštinė, oggi sede di un museo della guerra fredda.